# Runkum
Runkum is een fictief dorpje uit de KRO-televisieserie Q & Q uit 1974 en 1976. In dit dorpje spelen de avonturen van Wilbur Quant en Aristides Quarles van Ispen zich af. De afleveringen werden in werkelijkheid volledig op locatie gedraaid in Het Gooi en omgeving. De plaatsen Huizen, Bunschoten, Nijkerk, Vleuten en Ankeveen stonden model voor het fictieve dorpje.
Een met name genoemde plaats in de buurt van Runkum is Zilt. Daar was in de eerste serie het 'Fysisch laboratorium' gevestigd waar Anthony van Slingelandt jr. werkte.
In de tweede serie van Q en Q leert de kijker dat Runkum ontstond rond het jaar 875 en oorspronkelijk Runicheim heette. Het verhaal is opgebouwd rond de viering van '1100 jaar Runkum/Runicheim'. Ook blijkt het dorp een eigen dagblad te hebben, de   
"Runicheimer Koerier".